# Sofija Jablonska
Sofija Jablonska-Oudin (ukr. Софія Яблонська-Уден, fr. Sophie Yablonska-Oudin, także jako: Sofia Jablonska-Uden; ur. 15 maja 1907 – zm. 4 lutego 1971) była ukraińsko-francuską pisarką, dziennikarką i architektką.
Urodziła się w habsburskiej Galicji, mieszkała najpierw w Galicji, potem w Rosji podczas I wojny światowej i rosyjskiej wojny domowej, a pod koniec lat 20. XX wieku wyemigrowała do Paryża. Tam została dziennikarką i od tego czasu zaczęła podróżować po świecie. Wykorzystała te doświadczenia do napisania trzech książek. W 1950 roku Jablonska – wraz z mężem (Jean Oudin) i trójką dzieci (w tym Jacques Oudinem – późniejszym senatorem Francji) osiadła w Noirmoutier i zajęła się architekturą.

## Życiorys
Sofija Jablonska urodziła się 15 maja 1907 r. we wsi Germaniv (obecnie Tarasiwka), w habsburskim Królestwie Galicji i Lodomerii, niedaleko Lwowa. Jej ojcem był Iwan Jablonski, Rosjanin, ksiądz greckokatolicki i lekarz. Matka Sofiji również pochodziła z rodziny duchownych.
Podczas Wielkiego Odwrotu, czyli wycofywania się rosyjskiej armii cesarskiej z Galicji w 1915 roku, Iwan zabrał rodzinę do Taganrogu w południowej Rosji. W 1921 r. Jablonscy wrócili do Galicji, mieszkając najpierw w Koziowej, a następnie w Jalinkowej. Trudna sytuacja ekonomiczna spowodowała konieczność rozdzielenia rodziny w Jalinkowej. Sofija i jej brat Jarosław początkowo mieszkali u krewnych w Jazłowcu, niedaleko Buczacza, potem przenieśli się do Tarnopola. Tam Sofija uczęszczała do gimnazjum i uczyła się szycia, księgowości i aktorstwa.
W 1927 roku, w wieku 20 lat, wyemigrowała do Paryża, aby zostać aktorką. Początkowo znalazła prace porządkowe (mycie okien). W końcu jednak udało jej się dostać niewielką rolę aktorską w filmie wyprodukowanym przez wytwórnię Pathé. Pracowała też jako modelka. W tym okresie zainteresowała się twórczością filmową Louisa Paglieriego.

## Kariera dziennikarska i podróże
Podczas pobytu w Paryżu, Jablonska zaprzyjaźniła się z orientalistą Stepanem Lewynskim, również emigrantem z Ukrainy, i postanowiła zostać pisarką podróżniczą. Kariera ta zaprowadziła ją do Maroka, Chin, Sri Lanki, Laosu, Kambodży, Jawy, Bali, Tahiti, Australii, Stanów Zjednoczonych i Kanady. W latach trzydziestych XX wieku publikowała historie o swoich podróżach w galicyjskich magazynach takich jak „Жіноча доля” (pol. „Los kobiet”) i „Нова хата” (pol. „Nowy dom”). Powtarzającym się tematem jej twórczości był negatywny wpływ europejskiego kolonializmu na lokalną kulturę oraz jej własne problemy z zachodnimi Europejczykami.
W 2015, ukraińskie wydawnictwo Pyramid wznowiło publikację trzech dzienników podróżnych Jablonskiej.

### Maroko
W 1929 roku Jablonska podróżowała po Maroku i wykorzystała tam swoje doświadczenia do napisania Uroku Maroka (Char Marokko; ukr. Чар Марокко). W 1932 książka ta została wydana przez Towarzystwo Naukowe im. Szewczenki w 1932 r. Jest ona zapisem spotkań Jabłońskiej z tradycyjną kulturą marokańską, zbudowaną na wzór pamiętnika i zilustrowaną 12 fotografiami.
W 1973 roku została przetłumaczona na język francuski przez ukraińską poetkę i tłumaczkę Martę Kalytowską. W 2005 roku w Warszawie ukazało się polskie tłumaczenie dokonane przez Barbarę Otwinowską. Niemieckie wydanie Uroku Maroka zostało opublikowane w 2020 roku.

### Chiny
Po powrocie do Francji, Jablonska znalazła pracę przy realizacji filmów dokumentalnych z Societe Indochine Films et Cinema i za namową Lewynskiego zdecydowała się wyjechać do Chin. Tam, podczas kręcenia filmu, poznała Jeana Oudina, ambasadora Francji, którego poślubiła w 1933 roku. Aż do 1946 roku mieszkali w Chinach i Indochinach francuskich. Tam też urodziła im się trójka dzieci.
Pod przykrywką prowadzenia biznesu Jablonska nagrywała codzienny ruch uliczny w Chinach i przybliżała kulturę ukraińską chińskim przechodniom. Zapiski z tego czasu Jablonska opublikowała w wydanej w 1936 roku książce З країни рижу та опію (Z kraïny ryzhu ta opiiu; pol. Z krainy ryżu i opium), oraz w opublikowanej w 1939 roku Далекі обрії (Daleki obriï; pol. Dalekie horyzonty).

## Powrót do Francji
W 1946 roku Jablonska wraz z rodziną wróciła do Paryża. W 1950 r. przenieśli się na wyspę Noirmoutier, gdzie Sofia podjęła pracę architektki.
W 1955 roku zmarł Jean Oudin.
4 lutego 1971 roku, Sofija Jablonska-Uden zginęła w wypadku samochodowym na drodze do Paryża, dokąd wiozła rękopis swojej ostatniej pracy: Dwie wagi, dwie miary (Dvi vahy – dvi miry; Дві ваги – дві міри). Została pochowana obok swojego męża Jeana w Vernouillet, Yvelines. W 1973 ich grób został przeniesiony do Noirmoutier.
Po śmierci Jablonskiej, jej przyjaciółka Marta Kalytowska opublikowała Dwie wagi, dwie miary (1972), oraz kolekcję krótkich historii i wspomnień Jablonskiej A Book about My Father: From My Childhood (pol. Książka o moim ojcu: Z mojego dzieciństwa) (1977).